# 董家河镇 (信阳市)
董家河镇，是中华人民共和国河南省信阳市浉河区下辖的一个乡镇级行政单位。

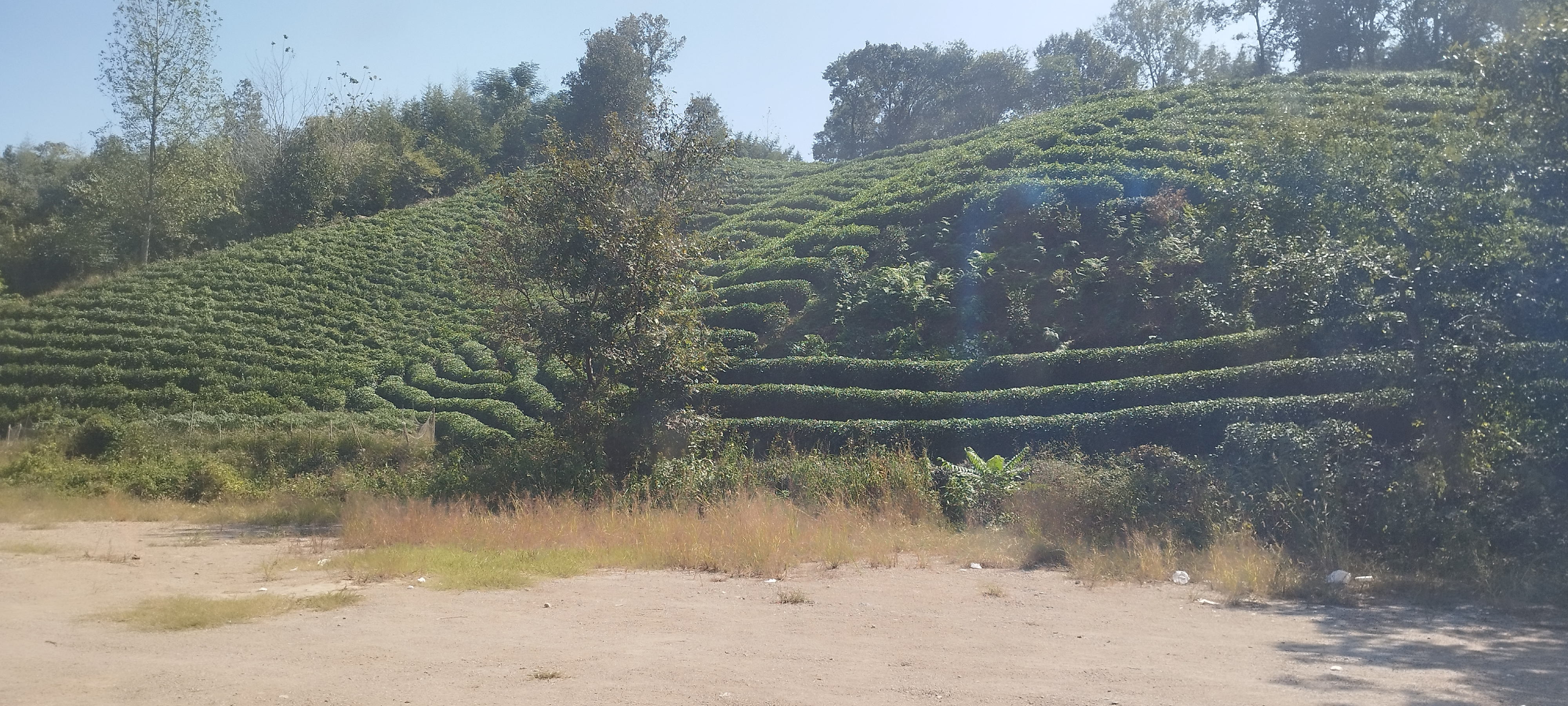
董家河路边毛尖

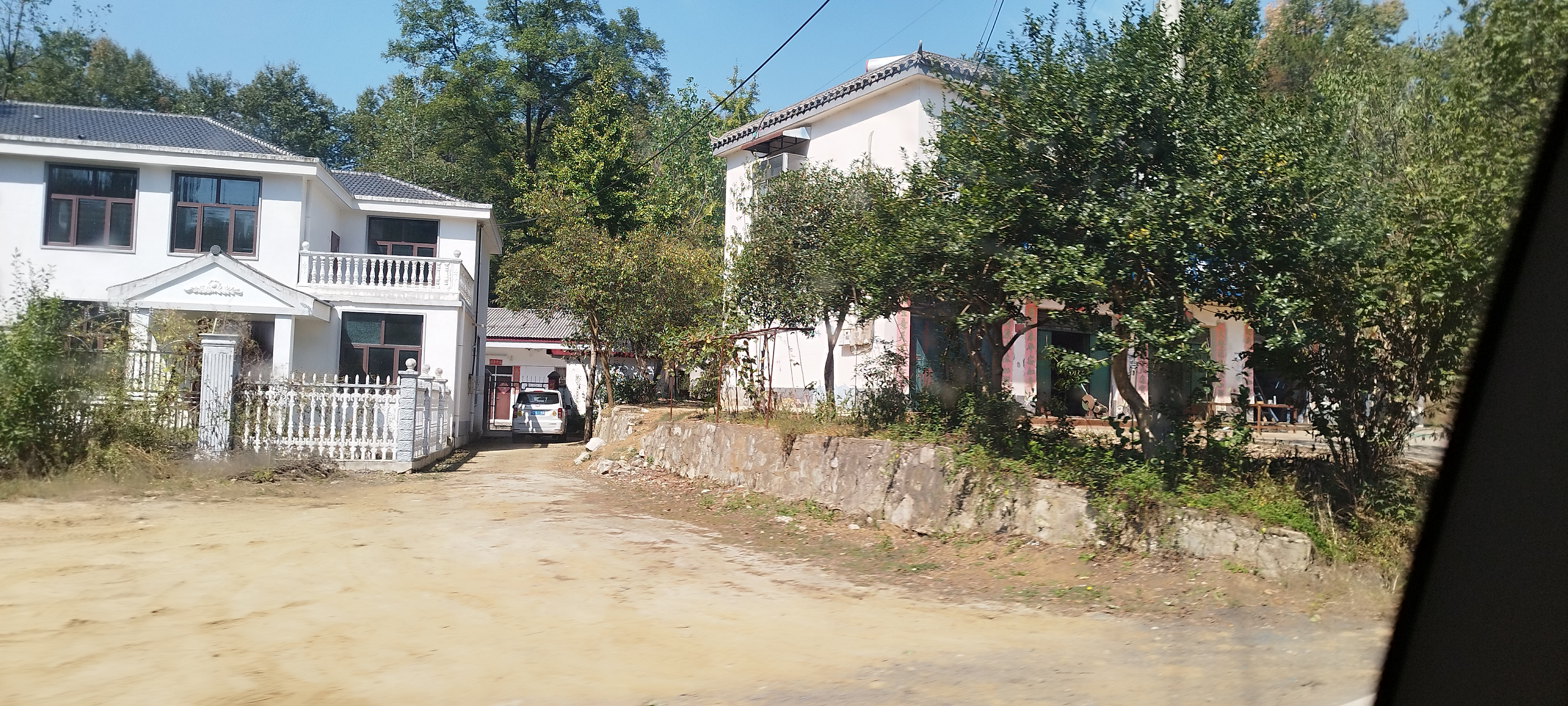
董家河住房

## 行政区划
董家河镇下辖以下地区：
董家河街社区、谢畈村、楼房村、睡仙桥村、刘湾村、陈湾村、佘庙村、高岭村、楼畈村、李湾村、胡湾村、耙过塘村、清塘村、石畈村、塔耳湾村、驼店村、河口村、何湾村、黄龙寺村、孔畈村、三角山村、白马山村、车云村、集云村和云雾村。